# Foszfor-monoxid
A foszfor-monoxid instabil szervetlen gyök, képlete PO.
A foszfor-monoxid egyike az űrben észlelt kevés foszforvegyületnek. További, az űrben talált foszforvegyületek a PN, a PC, a PC2, a HCP és a PH3. A VY Canis Majoris csillag körüli héjában és az AFGL 5142 csillagbölcsőben is észlelték. A vegyület feltehetően eleinte csillagbölcsőkben jött létre, majd csillagközi üstökösök szállították az űrben, illetve a korai Földre.
A foszfor-monoxid szerepet játszik a foszfor fénykibocsátásában.

## Felfedezése
1894-ben W. N. Hartley egy foszforvegyület ultraibolya sugárzásáról számolt be, ezt később Geuter fejtette ki bővebben. Ennek forrásáról ismert volt, hogy a spektrumvonalak és -sávok a foszforhoz tartoznak, de pontos természete ismeretlen volt. 1927-ben H. J. Emeléus és R. H. Purcell meghatározták, hogy az oxid foszfor-monoxid volt.
A foszfor-monoxid feltehetően a csillagközi felhőkben leggyakoribb foszfortartalmú vegyület. A foszfort 1998-ban azonosították nagy mennyiségben jelen lévő elemként, miután a kutatók mintegy 3·10−7 P/H arányt találtak. Azonban kevés foszfortartalmú molekulát találtak kevés forrásban; a foszfor-nitridet (PN) és a CP gyököt az IRC +10215 szénben gazdag burkában észlelték 1987-ben. Ez alapján feltételeztek további foszforvegyületeket a csillagközi felhőkben. A VY Canis Majoris (VY CMa) oxigénben gazdag héját vizsgálva észleltek foszfor-monoxidot. Ezt az Arizonai Rádióobszervatóriumhoz (ARO) tartozó Heinrich Hertz Szubmilliméteres Távcső (SMT) azonosította. A távcső azonosítani is tudta a PO rotációs frekvenciáit. Az ARO SMT meg tudta mérni a PO rotációs átmeneteit, J=5,5→4,5 esetén 240, J=6,5→5,5 esetén 284 GHz frekvencia volt az eredmény a fejlett csillag felé, ezek mindegyikében volt lambda-dublett. A PO észlelése óta azt több csillagközi felhőben is megtalálták, és nagy mennyiségben van jelen oxigénben gazdag héjakban.

## Keletkezés
A PO foszfor oxigénben vagy ózonban való égésekor jön létre. Forró lángokban átmeneti anyag, nemesgáz mátrixban kondenzálható. A PO nemesgáz mátrixban a P4S3O fotolízisekor is keletkezik.
A Földön a foszfor-monoxid foszforsav lángba helyezésével tanulmányozható. A kereskedelemben kapható acetilén tartalmaz foszfint, így az oxigén–acetilén lángban PO emissziós sávok is vannak. A lángban a PO P4O10-dá oxidálódik.

## Reakciók

### Foszforeszcencia
A fehérfoszfor oxidációja zöldes fehér fényt ad. Ez a PO alábbi reakciók egyike alapján történő oxidációja miatt van: {\displaystyle {\ce {PO + O* -> PO2}}}, illetve {\displaystyle {\ce {PO + O2 -> PO2 + O*}}}. A PO megjelenhet a P2O molekula bomlásával, mely során az P4O-ból származhat.

### Ligandumként
A foszfor-monoxid átmenetifémek, például a molibdén, a ruténium és az ozmium liganduma is lehet. A foszfor hármas kötést alkot a fémmel. Az elsőként felfedezett csoport nikkel–volfrám csoporton volt. A WNi2P2 csoportot egy peroxid oxidálta μ3 koordinációra, ahol a foszforatomok 3 fématomhoz kapcsolódnak.

## Tulajdonságok

### Kötések
A foszfor-monoxid gyök, foszfor–oxigén kettős kötéssel, ahol a foszfornak páratlan vegyértékelektronja van. A kötésrend mintegy 1,8. A P=O kötés disszociációs energiája 6,4 eV. A PO kettős kötés hossza 1,476 Å, a szabad PO vibrációs frekvenciája 1220 cm−1 a kötésnyúlás miatt. A PO gyöktermészete erősen reakcióképessé és instabillá teszi más, jobban oxidált foszfort tartalmazó foszfor-oxidokhoz képest.

### Spektrum
A látható–ultraibolya spektrumban 3 fontos sáv van. Van 540 nm-nél egy folytonos sáv. A 324 nm-nél lévő β-rendszer a D2Σ→2Π átmenetnek felel meg. A γ-rendszerben 246 nm-nél az A2Σ→2Π átmenetnek megfelelő sávok vannak 230, 238, 246, 253 és 260 nm-hez közeli csúcsokkal. Ezek lehetnek emissziós, abszorpciós vagy fluoreszcenciasávok a megvilágítás módjától és a hőmérséklettől függően. Van C'2Δ állapot is.
A γ-rendszeri sáv alsávokra bontható a különböző vibrációs átmeneteknek megfelelően. A (0,0), (0,1) és az (1,0) a két vibrációs állapot közti átmenet alsávjainak jele. Ezek 8 sorozatot, ágakat alkotnak. Ezek az oP12, a P2, a Q2, a R2, a P1, a Q1, a R1 és az sR21.

### Molekula
A PO ionizációs potenciálja 8,39 eV. Ekkor jön létre a PO+ ion. Adiabatikus elektronaffinitása 1,09 eV, ekkor jön létre a PO− ion.
Alapállapotban {\displaystyle r_{e}\approx 1{,}4763735\ {\text{Å}}.}
A molekula dipólusmomentuma 1,88 D. A foszforatom enyhe pozitív töltéssel (0,35 e) rendelkezik.